# Glaucostegus halavi
Glaucostegus halavi är en rockeart som först beskrevs av Peter Forsskål 1775.  Glaucostegus halavi ingår i släktet Glaucostegus och familjen Rhinobatidae. IUCN kategoriserar arten globalt som otillräckligt studerad. Inga underarter finns listade i Catalogue of Life.